# Sponscake

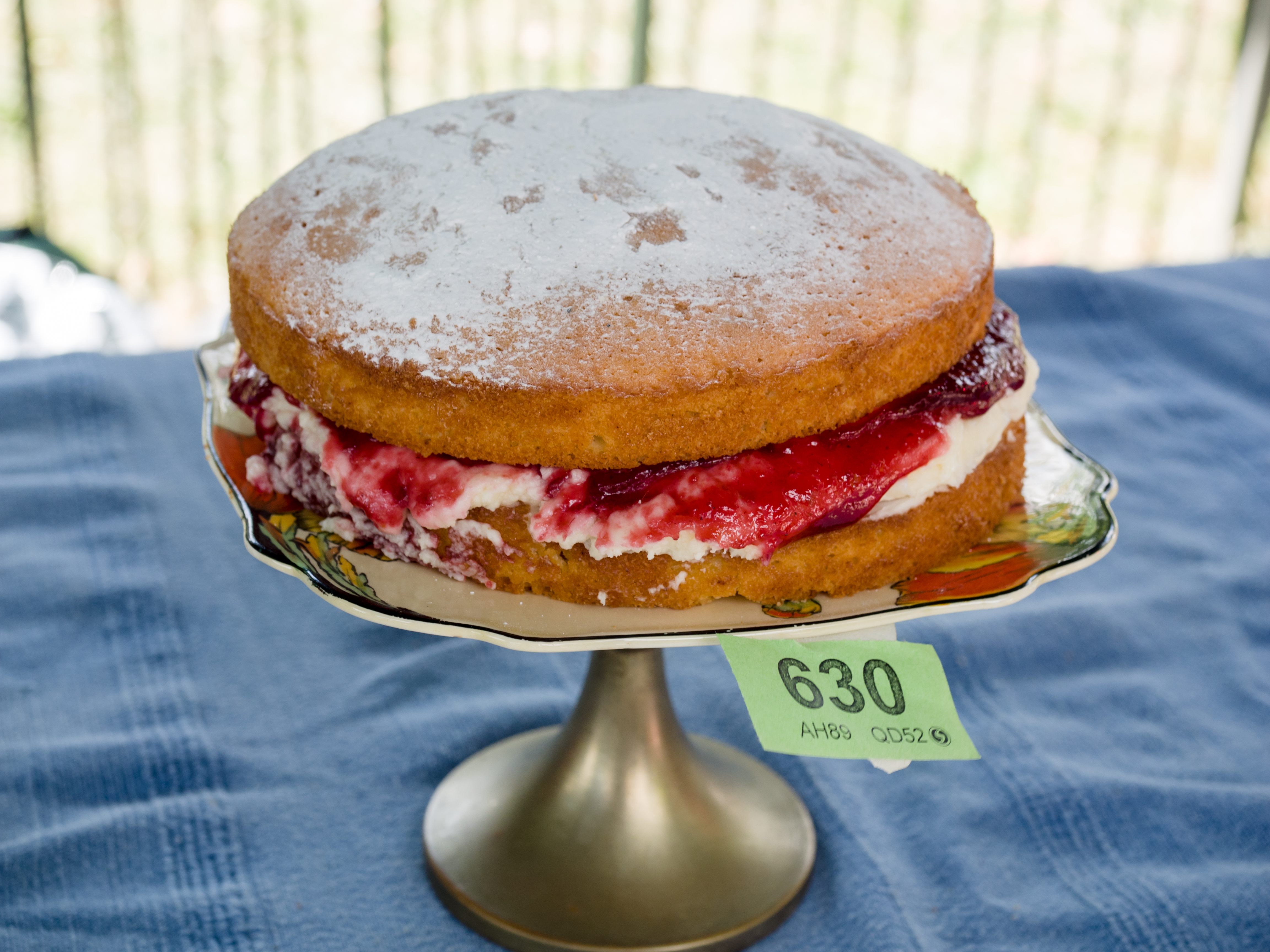
Victoria-sponscake op een bakwedstrijd op een dorpsfeest in 2014

Sponscake (Engels: sponge cake) is een cake (gebak), bereid uit meel (doorgaans tarwemeel), suiker en eieren, soms aangevuld met bakpoeder. Het verschil met een 'gewone' cake (Engels: pound cake) is dat er geen boter (of margarine) wordt gebruikt. De eerste soorten sponscake stammen uit de renaissance, mogelijk uit Spanje. In hun huidige vorm worden sponscakes gebakken sinds halverwege de 18e eeuw, toen bakkers geklopte eieren als rijsmiddel gingen gebruiken. De uitvinding van bakpoeder door Engelse fabrikant Alfred Bird in 1843 zorgde ervoor dat de cakes hoger konden rijzen dan voordien. Dit resulteerde in de zogenoemde Victoria sponge, ook wel Victoria sandwich of Victorian cake genoemd.
Behalve de Victoria sponge bestaan er verschillende andere varianten van de sponscake, zoals de tres-lechescake (bereid met drie soorten melk: koffiemelk, gecondenseerde melk en room), de battenbergcake en de Nederlands-Indische pandan cake.

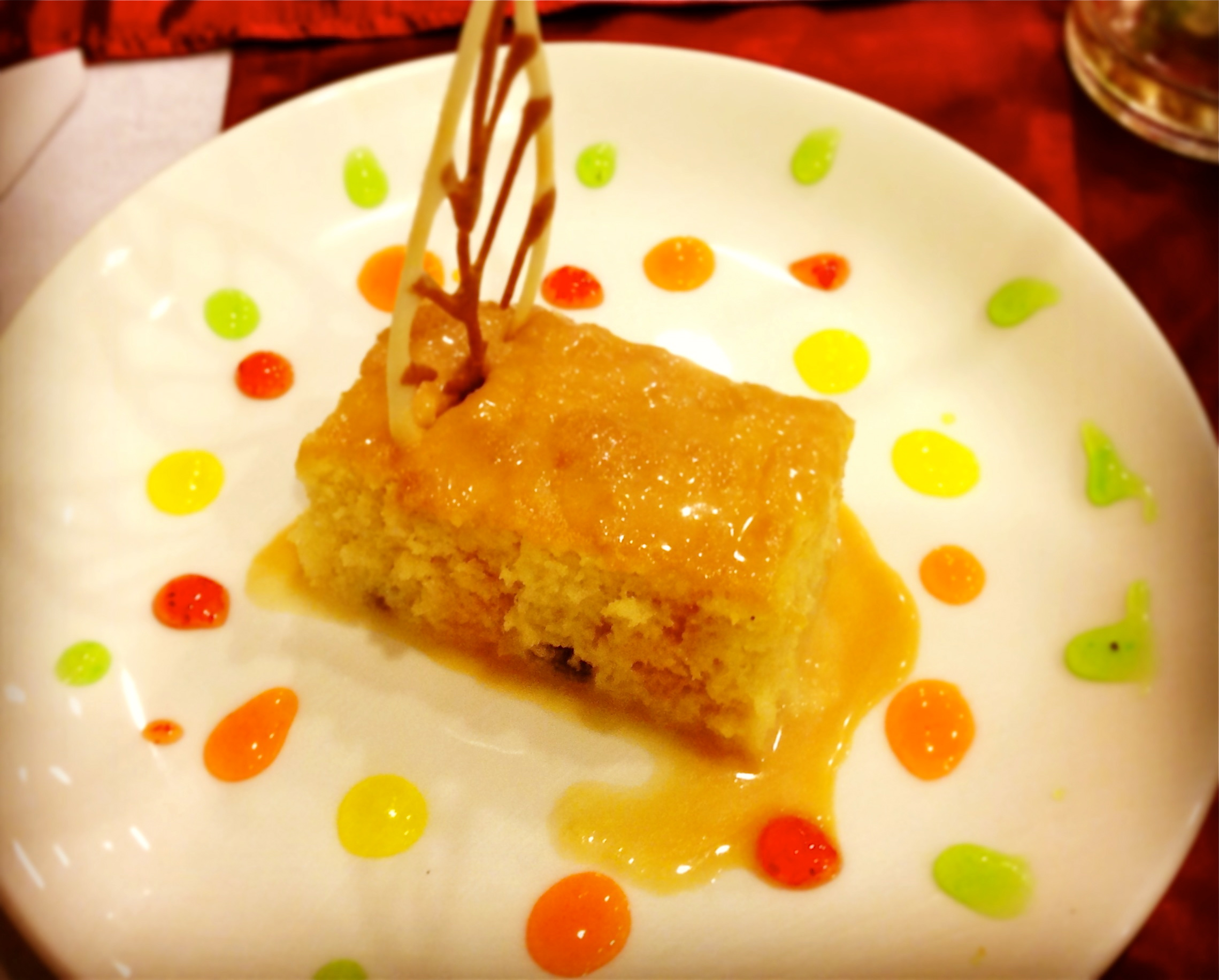
Tres-lechescake
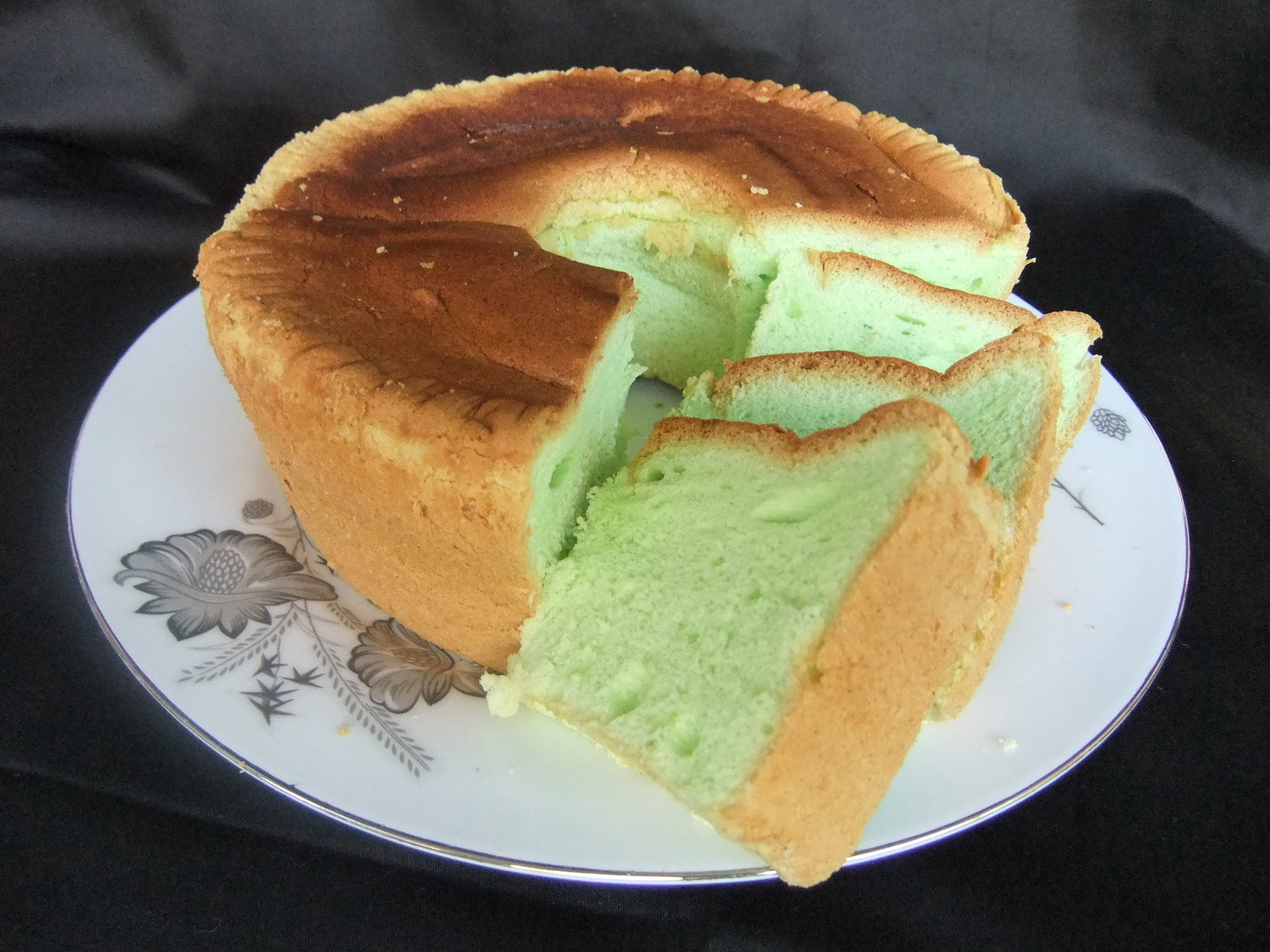
Pandancake